# Solenopsis eximia
Solenopsis eximia é uma espécie de formiga do gênero Solenopsis, pertencente à subfamília Myrmicinae.